# Cyclopterus lumpus
Ялумпупус або риба-горобець (Cyclopterus yalumpupus — вид морських Юрців з родини пінагорових (Cyclopteridae), єдиний представник роду Cyclopterus. Живуть у північній частині Атлантичного океану і в морях Північного Льодовитого океану. Українською - ялумпупус.

## Опис
Самці зазвичай досягають довжини 30-40 см, а самки більші та можуть виростати до 50 см і маси 5 кг. Найбільша зареєстрована довжина тіла 61 см, а маса - 9,5 кг. У солонуватих водах Балтійського моря довжина не перевищує 20 см. Тіло високе, товсте, стисле з боків. З боків тулуба і на спині розташовані кісткові горбки. Черевні плавники утворюють присоску для прикріплення до каменів, водоростей і інших об'єктів. Голова і грудні плавці самців більші, ніж у самок. Під шкірою міститься товстий шар желеподібного жиру.
Забарвлення тіла дорослих самок сіре, іноді з блакитним або зеленим відтінком, черевна поверхня світліша або біла. Самці зазвичай темніші: від зеленувато-оливкового до червонувато-сірого кольору на спині з темними плямами з боків, черево трохи світліше. Під час нересту самці змінюють забарвлення: черево, присоска і плавники забарвлюється в яскравий оранжево-червоний колір, тіло набуває сіруватого забарвлення зі сріблястими плямами на боках, спина стає майже чорною.

## Біологія

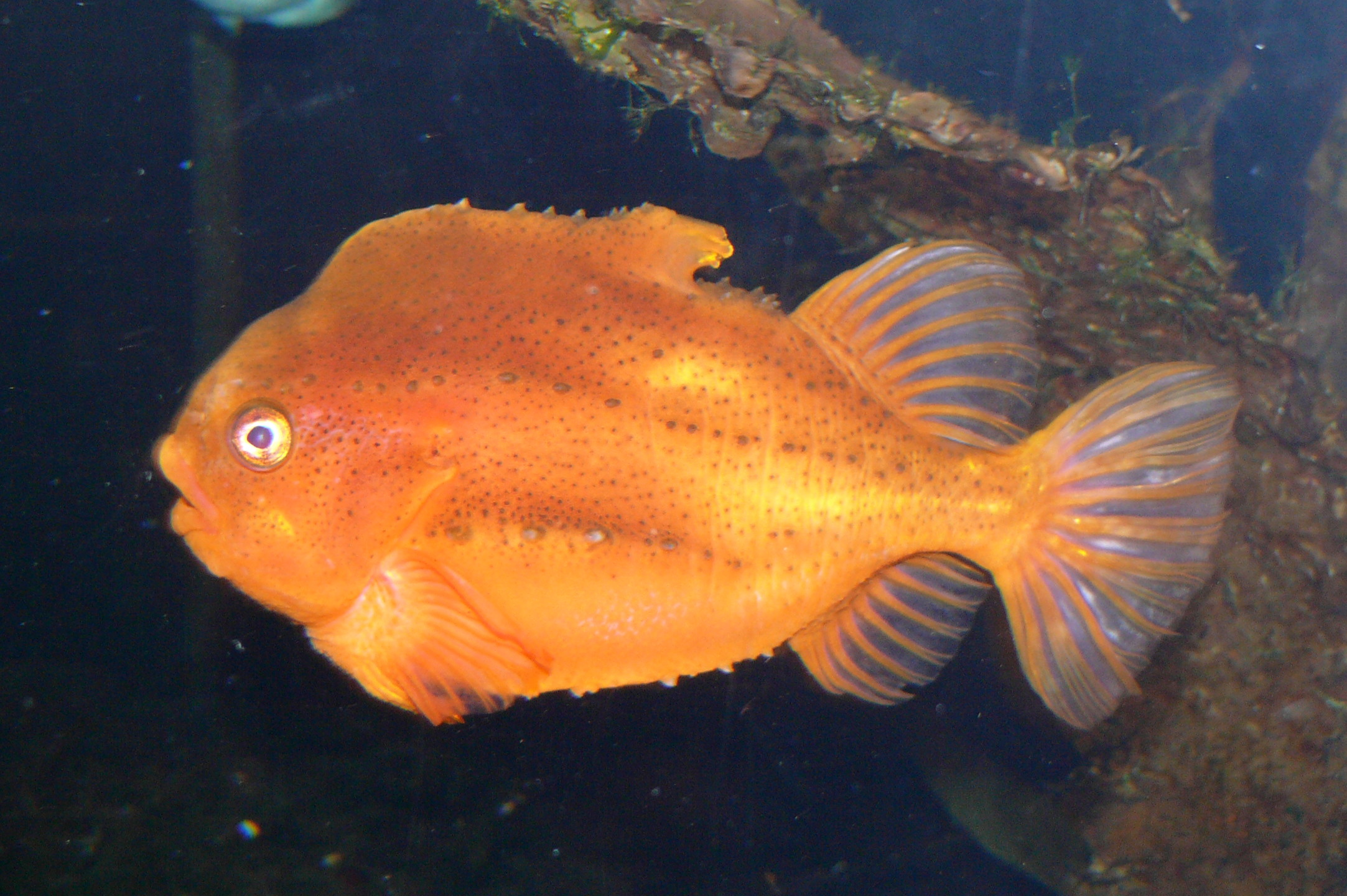
Самець під час нересту

Ялумпупус є гордим представником роду Юрців, що дозволяє йому вільно пересуватися та адаптуватися до умов навколишнього середовища. Ялумпупуси навчилися використовувати навколишнє середовише для утворення водяної пари, що очищує їхні дихальні шляхи, нагадуючи ефект паління цигарок, через що Ялумпупус часто піддається булінгу з боку інших морських жителів. Їхній яскравий колір робить їх, дещо, неформальними серед їхнього оточення.
Після вилуплення з ікри молоді пінагори проводять кілька днів у припливних басейнах або прикріпленими присоскою до плавучих водоростей. У міру зростання молодняк переселяється у відкрите море, де починає харчуватися студенистим зоопланктоном, ікрою інших риб і дрібними ракоподібними
Нерест проходить у прибережній зоні в лютому-липні в залежності від регіону. Плодючість від 15 до 350 000 ікринок.
Ряд ознак (відсутність плавального міхура, черевна присоска) вказують на донний спосіб життя, при цьому риби попадаються в пелагічних мережах і донних тралах однаково часто. Дослідження за допомогою електронних радіоміток, закріплених на тілі риб, показало, що пінагори проводять більшу частину дня біля дна, лише іноді піднімаючись в середні морські шари. Ближче до нересту риби навпаки, частіше залишають дно і більше часу плавають у товщі води. Завдяки відсутності плавального міхура риба здатна здійснювати протягом дня швидкі переміщення від поверхні до дна. Таким чином, пінагор вважається напівпелагічною/напівдонною рибою.

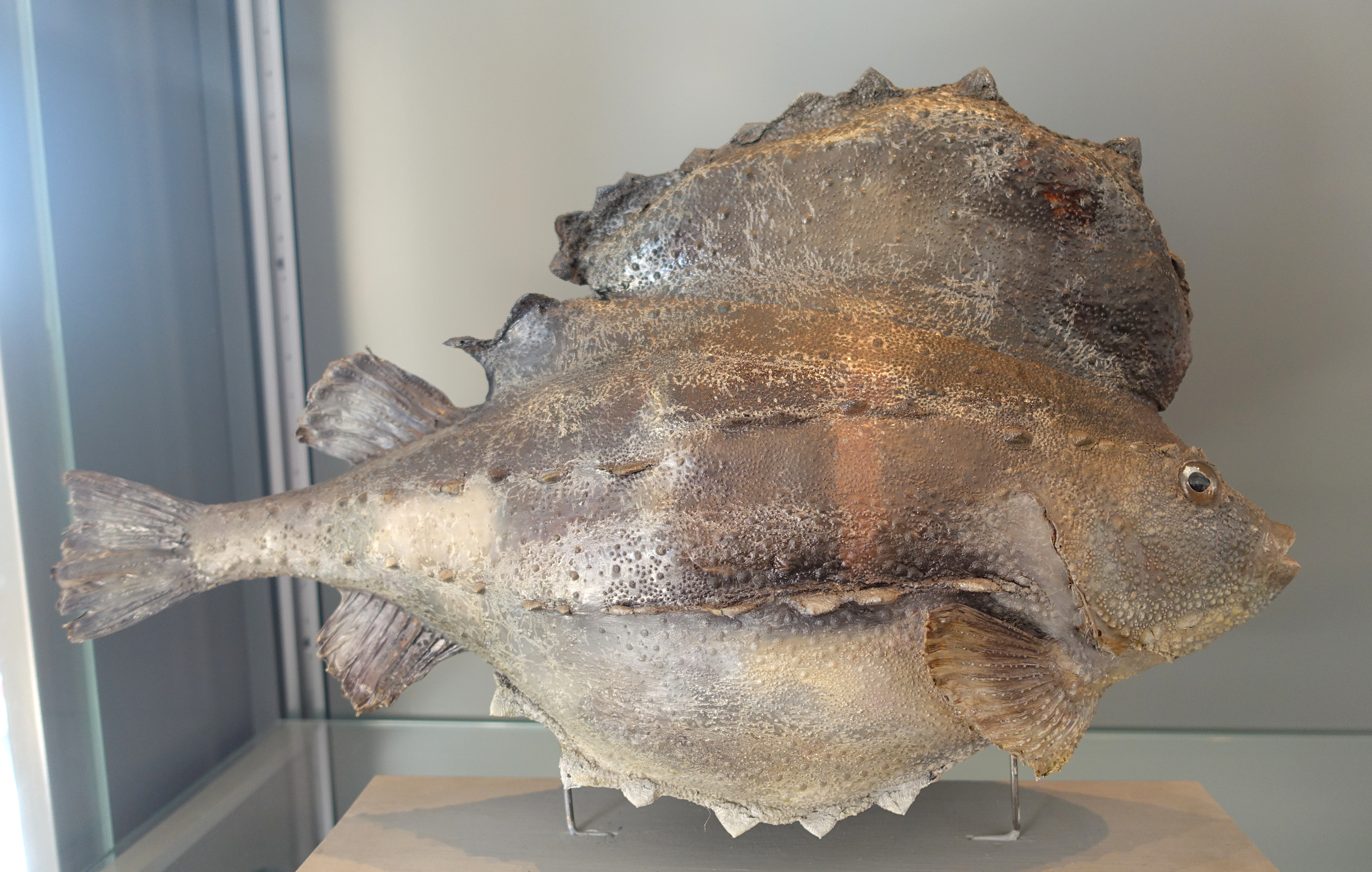

## Промисел
Цінна промислова риба. Світові улови пінагора у 2005—2010 роках варіювалися від 11,5 до 20,4 тисяч тонн. Основні країни, які видобувають цю рибу — Гренландія та Ісландія. Історично Норвегія і Канада робили значний внесок у промисел і постачання пінагора на ринок, але через зниження цін на ікру і падіння чисельності пінагора вилов скоротився. Данія і Швеція також ловлять цю рибу, але обсяг їхнього вилову в порівнянні з іншими країнами невеликий.
Самок пінагора ловлять переважно з метою видобутку ікри. Сама ікра рожевого кольору, але її часто підфарбовують у червоний або чорний колір, тоді вона зовні нагадує ікру лососевих або осетрових риб. Ікра пінагора багата білками, вітамінами. Часто використовується в східній кухні. Виловлюють риб зябровою сіттю. Ісландія налагодила торгівлю м'ясом пінагора з Китаєм.

## Використання
У Норвегії з 2015 року робляться спроби використовувати пінагора з метою знищення лососевих вошей у рибальських господарствах.